# Powiat Kitagunma
Powiat Kitagunma (jap. 北群馬郡 Kitagunma-gun) – powiat w Japonii, w prefekturze Gunma. W 2024 roku liczył 36 777 mieszkańców.

## Miejscowości
- Yoshioka
- Shintō